# 罗伯特·E·舍伍德
罗伯特·埃米特·舍伍德（Robert Emmet Sherwood，1896年4月4日—1955年11月14日）是一名美国剧作家和编剧，有《蝴蝶梦》、《黄金时代》等作品，曾获得普利策戏剧奖（1936、1939、1941）、奥斯卡最佳改编剧本奖（1947）和普利策传记奖（1948）。

## 生平
罗伯特1896年出生于纽约州新罗谢尔，父亲亚瑟·默里·舍伍德（Arthur Murray Sherwood）是位富有的股票经纪人，母亲是画家罗西娜·埃米特。他的祖母玛丽·伊丽莎白·威尔逊·舍伍德是一位作家、社会领袖。罗伯特·埃米特是他的祖先。
他曾在費怡中學、米尔顿学院和哈佛大学读书。第一次世界大战期间，他曾在欧洲作战、负伤。回到美国后，他成为《生活》和《名利场》等杂志的影评人。
舍伍德是阿尔冈昆圆桌会议的创始成员之一，与多萝西·帕克和罗伯特·本奇利是好友。他个子高达2.03米，很多人如格魯喬·馬克思对此都印象深刻。
舍伍德的第一部百老汇戏剧作品为《罗马之路》（1927年）。1937年至1939年，他担任美国戏剧家协会第七任会长。
第二次世界大战期间，舍伍德一改以往的反战立场，转而支持对抗納粹德國。他曾是富兰克林·D·罗斯福的演讲稿撰写人，其《罗斯福和霍普金斯》（Roosevelt and Hopkins: An Intimate History）一书获得1949年普利策传记或自传奖和1949年班克洛夫特獎，“民主兵工厂”（arsenal of democracy）一词可能最早是他提出的。
舍伍德于1955年在纽约市死于心脏病。